# Švýcarsko na Letních olympijských hrách 1932
Švýcarsko se účastnilo Letní olympiády 1932 v kalifornském Los Angeles. Zastupovalo ho 7 mužů ve 4 sportech.

## Medailisté
| Medaile | Jméno        | Sport                | Soutěž       |
| ------- | ------------ | -------------------- | ------------ |
| Stříbro | Georges Miez | Sportovní gymnastika | Muži prostná |